# The Wager
The Wager (Brasil: A Escolha ) é um filme estadunidense de 2007 do gênero drama, dirigido por Judson Pearce Morgan. Foi estrelado por Randy Travis, Jude Ciccolella e Candace Cameron e baseado no livro The Wager escrito por Bill Myers. Billy DaMota participou da escolha de elenco do filme.

## Elenco
- Randy Travis .. Michael Steele
- Jude Ciccolella .. Kenny
- Nancy Stafford .. Annie Steele
- Nancy Valen .. Tanya Steele
- Kelly Overton .. Tessa
- Bronson Pinchot .. Colin Buchanam
- Candace Cameron .. Cassandra
- Doug Jones .. Peter Barret

## Recepção

### Lançamento
The Wager foi lançado nos cinemas em 27 de junho de 2007, pela companhia de distribuição e produção de filmes cristãos Pure Flix Entertainment, e foi lançado diretamente em DVD em 13 de maio de 2008.

### Crítica
O crítico Brett McCracken do Christianity Today deu ao filme uma nota de 1/2 num total de 4 estrelas dizendo que: "The Wager é uma boa produção com ótimos atores e uma história bem desenvolvida".